# Ovesná Lhota
Ovesná Lhota é uma comuna checa localizada na região de Vysočina, distrito de Havlíčkův Brod.